# Callirhipis templetonii
Callirhipis templetonii is een keversoort uit de familie Callirhipidae. De wetenschappelijke naam van de soort werd in 1853 gepubliceerd door John Obadiah Westwood.

## Synoniemen
- Callirhipis fasciata Waterhouse, 1877[1]
- Callirhipis championii Westwood, 1853